# 올덤 도시 자치구

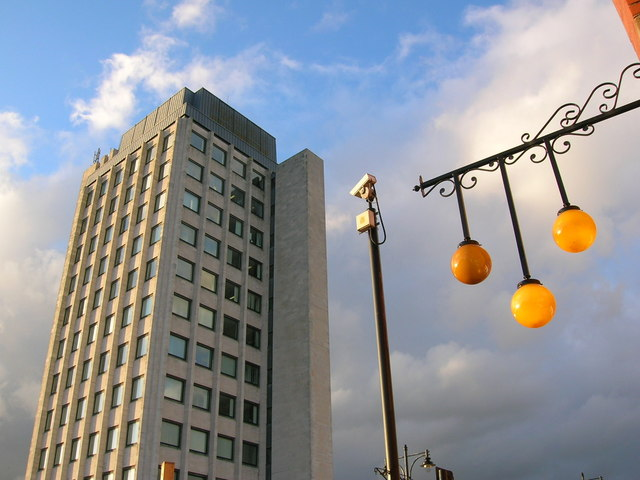
올덤 시청

올덤 도시 자치구의 위치

올덤 도시 자치구(영어: Metropolitan Borough of Oldham)는 잉글랜드 그레이터맨체스터주에 위치한 도시 자치구로 중심 도시는 올덤이며 면적은 142.4km2, 높이는 542m, 인구는 228,765명(2014년 기준), 인구 밀도는 1,543명/km2이다.

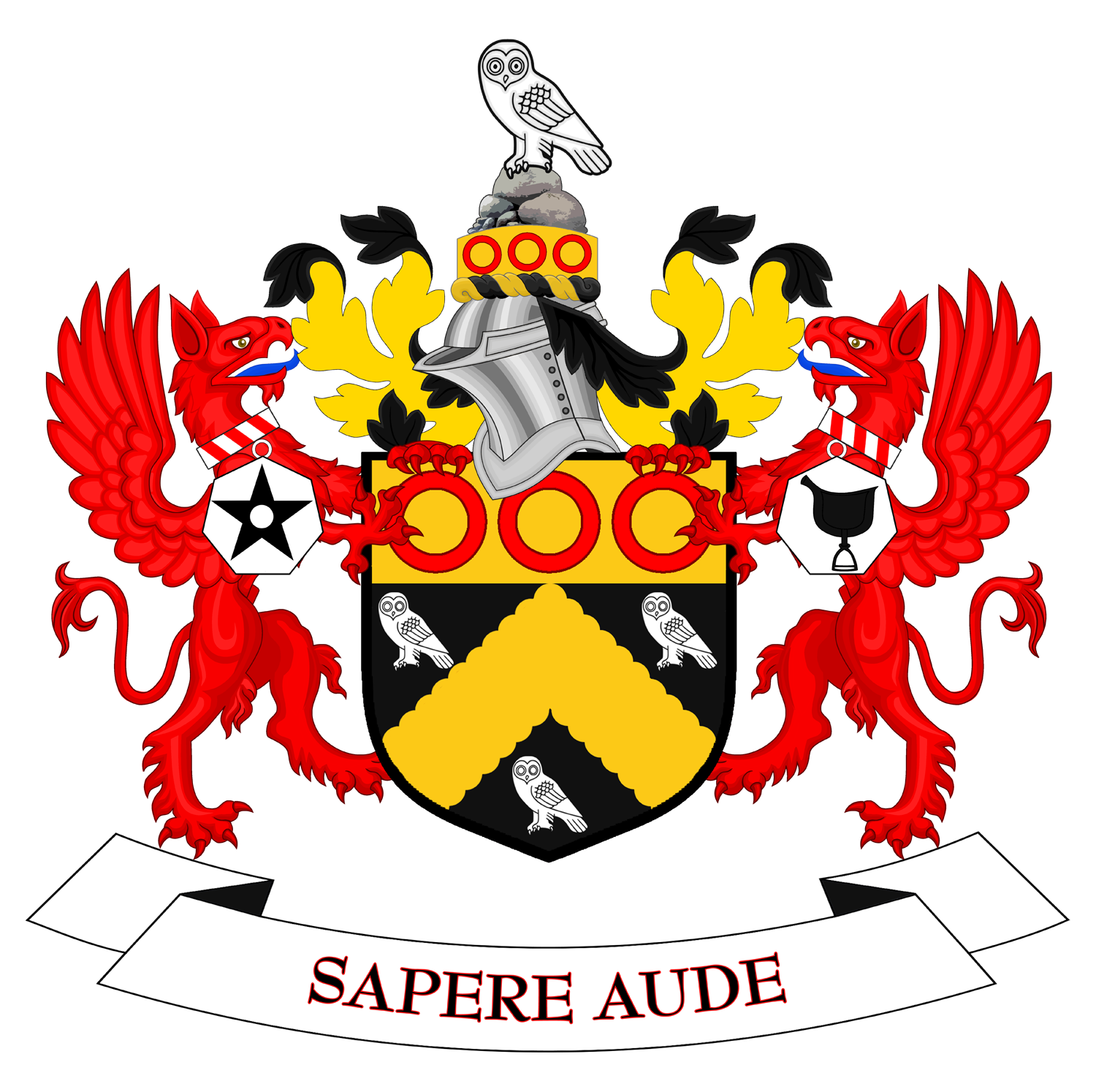
시 문장